# Форум Константина
Фо́рум Константи́на (греч. Φόρος Κωνσταντίνου) — один из форумов Константинополя византийской эпохи (ныне Стамбул). Построен около 328 года при основании города императором Константином Великим. Здесь велась бойкая торговля самыми дорогими в городе товарами; ежегодно через форум проходили императорские процессии. В центре была возведена 37-метровая колонна Константина — единственное сооружение на форуме, дошедшее до наших дней. Площадь полностью сгорела во время пожара 1204 года, устроенного крестоносцами. Сегодня место форума занимает площадь Чемберлиташ, значительно уступающая ему по размерам.
Форум Константина был построен сразу же за стенами древнего Византия и был первым в ряду городских форумов, расположенных на главной улице города («Меса»). Последняя соединяла его с тетрапилоном Милием, площадью Августеон и Большим дворцом на востоке, а также с форумами Феодосия и Амастрианом на западе.

## История
Форум Константина был построен в 328 году при основании Константинополя. Установленная в центре колонна императора Константина I Великого (пр. 306—337) была торжественно открыта 11 мая 330 года.
Здесь в 336 году скончался основоположник арианства ересиарх Арий. Проходя по площади Константина в сопровождении своих телохранителей, он почувствовал себя плохо. Узнав, что позади площади имеется афедрон (отхожее место), он направился туда. Арий долго не выходил, и, наконец, когда дверь в афедрон сломали, то люди увидели его мёртвое тело с распавшимися внутренностями.
История площади также связана с православным святым Андреем Юродивым (?—936). Согласно одному из множественных описаний его жития, святой любил прохаживаться по территории форума, останавливался перед главными дверьми сената, чтобы поглядеть на изображённых там титанов, а также заходил в таверну на северо-востоке площади.
На форуме находился самый бойкий и дорогой рынок города. Здесь велась оживленная торговля мехами, шёлком, льном, кожей и одеждами, а также свечами и конской сбруей. Форум был не только местом скопления торговцев и нищих — на нём также шла бурная общественная жизнь.
Площадь находилась в хорошем состоянии вплоть до Четвёртого крестового похода, в ходе которого крестоносцы из Европы захватили и разграбили Константинополь в 1204 году. Форум Константина также подвергся разграблению и был уничтожен пожаром, охватившим город. Колонна Константина была изуродована, однако в итоге уцелела.

## Описание
Форум имел овальную форму: с севера и юга он был окружён двухъярусной полукруглой колоннадой, а с запада и востока располагались две большие монументальные арки из белого мрамора, соединявшие площадь с главной улицей города.
На севере форума стояло первое городское здание сената. Если верить описанию XI века, то это была ротонда с портиком, опиравшимся на четыре большие колонны. Здесь хранилась знаменитая бронзовая квадрига, которая изначально включала в себя статую Константина в образе Непобедимого Солнца (Sol invictus), управлявшего лошадьми. Во время ежегодных процессий, приуроченных ко дню рождения города (11 мая), квадрига перемещалась на городской ипподром, а всё остальное время года находилась в здании сената. Когда в конце IV века эта церемония была упразднена, квадригу окончательно поместили на ипподром, откуда в 1204 году крестоносцы увезли её в Венецию. Резиденция сената была вскоре перенесена в другое место, а это здание в дальнейшем не использовалось и, вероятно, просуществовало вплоть до большого пожара, уничтожившего форум Константина в 1204 году.
В левом портике форума находилась часовня Пресвятой Богородицы, построенная императором Василием I (пр. 867—886) в первые годы его правления. Рядом с ней торговали церковной утварью.
В центре форума стояла большая порфировая колонна высотой 37 м (ныне 34.8 м), торжественно открытая 11 мая 330 года в день основания города. Её увенчивала золотая статуя императора Константина в образе Аполлона. В 1150 году во время сильной бури статуя и три верхних барабана колонны обрушились, и вскоре император Мануил I Комнин (пр. 1143—1180) водрузил на вершину колонны крест. В ходе разграбления Константинополя крестоносцами колонна была сильно изуродована. В 1453 году, когда город захватили турки-османы, крест незамедлительно сбросили с колонны. В 1779 году, после сильнейшего пожара, почерневшая и растрескавшаяся колонна была укреплена дополнительными железными обручами.
Форум был украшен многочисленными античными статуями: среди них фигуры дельфина, слона и гиппокампа, статуи Палладиума, Фетиды и Артемиды, а также скульптура «Суд Париса». Возможно, имелись статуи Посейдона, Асклепия и Диониса. Однако сегодня практически невозможно определить их внешний вид или точное местоположение. В 1204 году все они были переплавлены захватившими город крестоносцами.

## Видеоматериалы
Видеоролик с компьютерной реконструкцией Форума Константина.

## Комментарии
1. ↑  Схоже с современной площадью Святого Петра в Риме.